# Frank-Walter Steinmeier

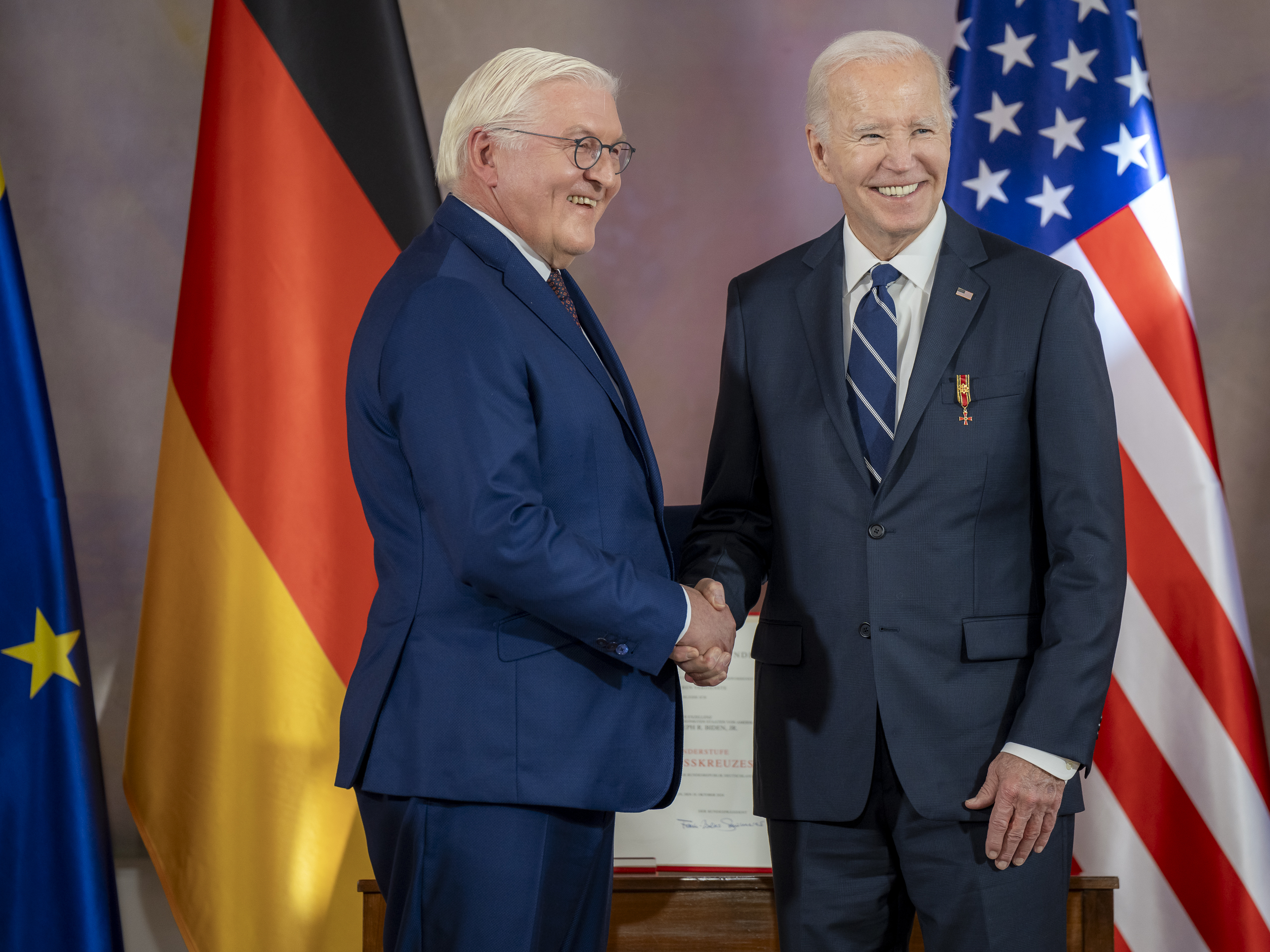
Frank-Walter Steinmeier durante una reunión con Joe Biden en Berlín.

Frank-Walter Steinmeier (pronunciado /ˈfʁaŋkˌvaltɐ ˈʃtaɪ̯nˌmaɪ̯.ɐ/ (escucharⓘ)) (Detmold, Renania del Norte-Westfalia, Alemania Occidental, 5 de enero de 1956) es un político alemán, miembro del Partido Socialdemócrata de Alemania (SPD). Es el actual presidente de Alemania desde el 19 de marzo de 2017. Desde 2005 hasta 2009 y nuevamente de 2013 a 2017 fue ministro de Relaciones Exteriores, de 2007 a 2009 también vicecanciller de Alemania. En octubre de 2007 fue elegido uno de los vicepresidentes federales del SPD. De 1999 a 2005 fue jefe de la Cancillería Federal y durante el primer semestre de 2007 además fue presidente del Consejo de la Unión Europea. El 7 de septiembre de 2008 fue nombrado candidato a canciller de Alemania por el SPD para las elecciones de 2009, enfrentándose a Angela Merkel.
El 12 de febrero de 2017 fue elegido como presidente de Alemania, cargo que asumió el 19 de marzo. El 13 de febrero de 2022 fue reelegido para un segundo periodo.

## Biografía
Steinmeier nació en 1956 como hijo de un carpintero y una obrera fabril, ambos de confesión protestante. Tras prestar el servicio militar de 1974 a 1976, estudió Derecho y Ciencias Políticas entre 1976 y 1982 en la Universidad de Gießen. De 1986 a 1991 trabajó como colaborador científico en la cátedra de Derecho Público y Ciencias Políticas. Escribió una tesis doctoral sobre las personas sin hogar y la intervención del Estado para prevenir y eliminar la falta de hogar. Está casado y tiene una hija.

## Trayectoria política
Steinmeier fue miembro de las Juventudes Socialistas (la organización juvenil del SPD) y entró en el SPD en 1975. Sin embargo, no hizo una carrera política típica, ya que no ocupó ningún cargo destacado dentro de su partido hasta finales de octubre de 2007, cuando en un congreso del partido fue elegido en el cargo de uno de los tres vicepresidentes federales.
En 1991, Steinmeier ocupó un puesto en la cancillería del estado federado de Baja Sajonia, donde de 1993 a 1994 fue jefe del despacho personal de Gerhard Schröder, el posterior canciller federal alemán y a la sazón primer ministro de Baja Sajonia. De 1996 a 1998 Steinmeier fue secretario de Estado y jefe de la cancillería de Baja Sajonia.
Después de que Gerhard Schröder fuera elegido canciller federal en 1998, Steinmeier fue nombrado secretario de Estado dentro de la Cancillería Federal y encargado de los servicios de inteligencia alemanes. En 1999 fue ascendido a jefe de la Cancillería Federal, puesto que ocuparía hasta 2005. Sin embargo, a diferencia de varios de sus predecesores en este cargo, no ocupó el título de ministro federal de Asuntos Especiales.
Steinmeier fue considerado uno de los colaboradores más próximos de Schröder. En general, actuó con perfil bajo y no salió mucho en la prensa, pero participó activamente en el diseño estratégico de la política de Schröder, por ejemplo en la reforma del sistema de pensiones y de sanidad, en las reformas económicas y sociales y en la reforma fiscal de 2003.
Después de la derrota del SPD en las elecciones federales de 2005 y la formación de una gran coalición de CDU y SPD bajo Angela Merkel, el 22 de noviembre de 2005 Steinmeier fue nombrado ministro de Asuntos Exteriores en reemplazo de Joschka Fischer. Para muchos, este nombramiento fue sorprendente, ya que Steinmeier era prácticamente un desconocido para el público alemán. Sin embargo, las reacciones en la mayoría eran positivas, incluida la del exministro de Asuntos Exteriores Hans-Dietrich Genscher.
Steinmeier es considerado un pragmático con capacidad de imponer sus ideas. Como jefe de la Cancillería y coordinador de los servicios de inteligencia, había ganado experiencia internacional; después de los atentados del 11 de septiembre de 2001 fue miembro del comité de crisis junto con el canciller y los ministros de Asuntos Exteriores, Interior y Defensa.
Como ministro, Steinmeier siguió las pautas generales de la política de su predecesor Fischer, convirtiéndose en uno de los políticos más populares de Alemania.[cita requerida] En el primer semestre de 2007, fue presidente de turno del Consejo de la Unión Europea.
A diferencia de muchos de sus predecesores, Steinmeier al inicio no ocupó el título de vicecanciller, que quedó reservado al ministro de Trabajo y Asuntos Sociales Franz Müntefering. Sin embargo, pronto empezó a ganar peso dentro de su partido, y en octubre de 2007 fue elegido uno de los vicepresidentes del SPD. Además, después de que, en noviembre de 2007, Franz Müntefering anunciara su retirada provisional de la política, Steinmeier también adoptó el cargo de vicecanciller, convirtiéndose en el personaje más importante del SPD dentro del Gobierno alemán. En septiembre de 2008, Steinmeier fue designado candidato a la cancillería en las elecciones legislativas federales de 2009 por el SPD. Además, en septiembre de 2008 adoptó provisionalmente la presidencia de su partido después de la dimisión del anterior presidente Kurt Beck, hasta que en octubre de 2008 Franz Müntefering fue reelegido para este cargo.
En agosto de 2010 anunció su retirada de la política para donar un riñón a su esposa enferma.
A pesar de haber estado más de dos meses fuera del espectro político, en octubre de 2010 volvió a asumir el mando del grupo parlamentario del SPD, manteniendo sus críticas al primer año de gobierno de la coalición de centro-derecha dirigida por Merkel y valorando el incremento de apoyo al SPD en las encuestas (31 % en octubre de 2010), ya que a pesar de que opinó que mantuvo un magro resultado en las encuestas, dijo que estuvo por muy encima del crítico 23 % obtenido en las elecciones de 2009. Tras una legislatura como líder de la oposción, regresó al Gobierno federal ocupando de nuevo la cartera de Asuntos Exteriores, tras el pacto de gran coalición entre la CDU y el SPD.
Steinmeier fue el candidato de la gran coalición para el cargo de presidente de Alemania en las elecciones presidenciales de 2017, siendo elegido. Asumió el cargo el 19 de marzo de 2017, sucediendo a Joachim Gauck. En la elección presidencial de 2022 fue reelegido para un segundo mandato.
En 2022, Steinmeier era persona non grata en Ucrania debido a la alianza de largo plazo entre el gobierno de Putin y Steinmeier. A pesar de lo mencionado, Steinmeier visitó Ucrania en 2024.